# Traversin et Couverture
Traversin et Couverture est une pièce de théâtre qui se présente comme « une parodie [sic] de Toussaint Louverture en quatre actes mêlés de peu de vers et de beaucoup de prose ». Écrite par Charles Varin et Eugène Labiche, elle est créée à Paris, au théâtre du Palais-Royal (alors théâtre de la Montansier), le 26 avril 1850,.

## Distribution
| Acteurs et actrices ayant créé les rôles       |                          |
| Personnage                                     | Acteur ou actrice        |
| Traversin, chef des noirs                      | Ravel                    |
| Salvador, précepteur français                  | Grassot                  |
| Isaac, fils blanc de Traversin                 | Mme Dupuis               |
| Albert, fils noir du même                      | Amant                    |
| Le père Antoine, capucin blanc                 | Leménil                  |
| Leclerc, général français                      | Kalekaire                |
| Le général Machin                              | Alcide Tousez            |
| Le général Chose                               | M. Masson                |
| Moïse, général noir                            | Lacourière               |
| Mousseline, général noir                       | M. Michon                |
| Un matelot noir                                | M. Augustin              |
| Vermicelli, frère de Salvador, personnage muet | M. Lemeunier             |
| Couverture, nièce de Traversin                 | Aline Duval              |
| Lucie, mulâtresse                              | Rose Chéri ou Anna Chéri |